# USS Alabama (SSBN-731)
El USS Alabama (SSBN-731) es el sexto submarino de la clase Ohio y el cuarto navío de la Armada de los Estados Unidos en llamarse Alabama.
El contrato de construcción se firmó con General Dynamics Electric Boat en Groton, Connecticut el 27 de febrero de 1978 y su quilla se colocó el 14 de octubre de 1980. El alabama fue botado el 19 de mayo de 1984 y amadrinado por la Sra. Barbara E. Dickinson, esposa de William L. Dickinson, representante de Alabama; y entró en servicio en la base naval de submarinos de New London el 25 de mayo de 1985.
El Alabama abandonó Connecticut para realizar el viaje de pruebas frente a las costas de Florida. Después de varias maniobras domésticas y cambios de tripulación, el Alabama visitó Mobile, Alabama antes de dirigirse al Canal de Panamá, después de lo cual volvió a Bangor, Washington. Alabama operó fuera de Bangor hasta mediados de mayo cuando el submarino efectuó su primera patrulla disuasoria. El Alabama realizó cuatro patrullas disuasorias en los últimos siete meses de 1986. 
En mayo de 1988, Alabama realizó una prueba exitosa de lanzamiento de misiles, lanzando dos misiles Trident I. El 1 de septiembre de 1988 el Alabama estuvo atracado en Bangor para completar la novena patrulla del submarino y la centésima patrulla estratégica disuasoria de un submarino portador del misil Trident. Una ceremonia oficial para conmemorar el acontecimiento fue presidida por el entonces subsecretario de la Armada, H. Lawrence Garrett III, quien encabezó el saludo oficial. 
Después de completar 47 patrullas estratégicas disuasorias, el Alabama recibió un reacondicionamiento en 1999 y volvió con numerosas mejoras tácticas y de supervivencia. En la primavera del 2000 el Alabama celebró su quincuagésima patrulla y su decimoquinto aniversario de entrada en servicio. 
El Alabama forma parte del grupo submarino 9 y está alojado en la base naval Kitsap en Bangor, Washington.

## ElAlabamaen la ficción
- El Alabama es la nave protagonista de la película Marea roja, donde está en patrulla ante una guerra civil Rusa, y es escenario de un conflicto de mando sobre una orden de lanzamiento de misiles nucleares contra Rusia.